# Danczi Villebald József
Danczi Villebald József OSB (Kürt, 1910. október 16. – Győr, 1977. december 21.) bencés pap, tanár, iskolaigazgató, nyelvész.

## Élete
A kürti elemi iskola elvégzése után 1923 és 1931 között Érsekújvárott, a Csehszlovák állami Gimnáziumban tanult. 1931. augusztus 6-án lépett be a pannonhalmi Szent Benedek-rendbe. 1932 és 1936 között a prágai Károly Egyetemen folytatott teológiai tanulmányokat, majd 1936. június 27-én ünnepi fogadalmat tett, s július 5-én pappá szentelték. 1936 és 1938 között a pozsonyi Comenius Egyetemen szerzett pedagógusi diplomát magyar nyelv és csehszlovák nyelvből.
1938-ban a magyarlakta területek Magyarországhoz történő visszacsatolásával magyar állampolgárként tanulmányait a budapesti Magyar Királyi Egyetemen (ma: Eötvös Loránd Tudományegyetem) fejezte be. 1939-ben doktorált magyar és szláv nyelvészetből. Doktori disszertációját szülőfaluja, Kürt nyelvjárásáról (annak hangtanáról) írta A kürti nyelvjárás hangtana, fonetikai és fonológiai vizsgálata címmel.
1941-től Pannonhalmán a gimnázium, 1947-től a főiskola tanára is volt. 1941-ben néprajzi gyűjtéseket folytat szülőfalujában, Kürtön. 1941 márciusában a szláv nyelvekkel való foglalkozás végett beiratkozik a Zágrábi Egyetemre, ahonnan a hitleri betörések miatt rövid időn belül haza kellett térnie. 1941-ben rövid ideig tartó katonai szolgálat után Pannonhalmán tanított. 1943-ban a környező falvakban dűlőneveket gyűjtött, diákjait is bevonta a néprajzi gyűjtésbe. Megszerettette velük a nép hagyományaiban őrzött értékeket.
1945-ben Pannonhalmán érte az egyre közeledő front. Rövid idő alatt megtanult oroszul, és az érkező orosz katonákat a várban már saját nyelvükön köszöntötte. Azáltal, hogy tolmácsként működött, nagyban hozzájárult, hogy a vár és a benne élő menekültek túléljék a háborút.
1947-ben megindult a szerzetesrendek feloszlatása. Ő önként vállalta a lemondást. 1949-ben került plébánosnak Balatonendrédre, amit 1951-ben kellett elhagynia. Ekkor Győrbe költözött, és egészen 1962-ig rendi kereteken kívül, állami iskolákban oroszt tanított. 1962-ben egy évre visszatért Pannonhalmára. 1963 és 1973 között a győri Czuczor Gergely Bencés Gimnázium tanára, igazgatója és a rendház főnöke volt.
1973-tól orosztanárként működött. Nevelt, oktatott, papi teendőit végezte, s ezek mellett kutatott, fordított, publikálta műveit és előadásokat tartott. A nyelvészet és a szlavisztika volt a fő területe, de kutatta bencés elődeinek, a 19. század nagy nyelvészeinek, Czuczor Gergelynek, Jedlik Ányosnak és Szeder Fábiánnak életét. Fordított szláv nyelvekből (Ľudovít Štúrt, Ján Kollárt, Ján Hollý-t), kódexek szövegeit, misztikusokat és szentek életét latinról magyarra. Történelmi témájú műveket is írt, Győr történelmével foglalkozott.
Hosszan tartó betegség következtében 1977. december 21-én hunyt el. Földi maradványait 1978. január 3-án temették el a győri Szent Ignác (bencés) templom kriptájába.
Nyelvészeti tevékenységének fő területe a nyelvjáráskutatás volt, ennek témaköréből jelentetett meg több nyelvészeti dolgozatot is. A Studia Slavica hasábjain Lomonoszov magyarországi kézírásos művét elemezte.

## Főbb művei
- 1939. A kürti nyelvjárás hangtana, fonetikai és fonológiai vizsgálata. Magyar Nyelvtudományi Társaság. Budapest.
- 1941. A kiskunhalasi nyelvjárás hangtanához. Magyar Nyelv 36. https://web.archive.org/web/20081029172948/http://www.halas.hu/almanach/fejezet/13bibliog.htm
- 1942. Imecs Jakab tájszógyűjteménye 1855–1860-ból. Csíkszék. Magyar Nyelv. XXXVIII. évf. 3. sz. 220–224., 4. sz. 307–310., 5. sz. 386–389 https://neprajzibibliografia.adatbank.ro/?nev=DANCZI%20Villebald
- 1942. Visszatérés a kiskunhalasi nyelvjárás hangtanához. Magyar Nyelv 37. https://web.archive.org/web/20081029172948/http://www.halas.hu/almanach/fejezet/13bibliog.htm
- 1943. Népi növénynevek Kürtről. Magyar Nyelv. Budapest
- 1947. Orosz nyelvkönyv a katolikus általános iskolák V. és VI. osztálya számára. Szent István Társulat. Budapest
- 1956. Szövegmutatvány a kürti nyelvjárásról. Magyar Nyelv. Budapest
- 1962. Lomonoszov magyarországi kéziratos műve (orosz nyelven). Studia Slavica. 2. szám

## Kapcsolódó irodalom
- Cziráki László: Danczi Villebald halálára. Új Ember, 1978
- Danczi Villebald. Új Ember, 1978. 4. sz.
- Úrhegyi Emília: Danczi Villebald József. Magyar Nyelv, 1978